# オッド・ネルドルム
オッド・ネルドルム（Odd Nerdrum、1944年4月8日 - ）は、ノルウェーの画家。スウェーデン生まれ。アイスランド人。大画面に描かれる古典的な表現はレンブラントやカラヴァッジオなどを彷佛とさせ、古典技法を現代風に展開している。
オッド・ネルドルムは自身の作品はアートであるよりもキッチュであるべきだ、という主張を持っている。彼の著作「On Kitsch」や「Kitsch more than Art」は、20世紀のモダンアートによって忌避されてきたキッチュの要素をレオナルド　ダヴィンチのような多くの過去の巨匠との関連の中で再考、再評価しようとするものである。またキッチュと現代のアートの間で起こっている諸問題を問うている。

## 来歴

### 初期の人生
1944年、スウェーデンで生まれる。
モダニズムの風潮がノルウェーへもたらされた時、ネルドルムはその頃、オスロのアートアカデミーの学生だった。 アカデミーによって計画された研究旅行でストックホルムの近代美術館に立ち寄った学生達はアンディ・ウォーホルやロイ・リキテンスタインの作品のまわりに集まった。ネルドルムはその集まりから脱出し、国立博物館のレンブラント・ホールへ向かい、クラウディウス・キウィリスの謀議(The Conspiracy of Claudius Civilis)の前で魅了され、立ち尽くした。 このことが彼の人生の転機となり、レンブラント流の絵画を学ぶ決心をする。
現代美術が主流の時代の中で、彼の姿勢は、学生達やアカデミーの教授との間で論争の的となった。彼らは古典的技術に熟達しようと全くしなかったため、ネルドルムの方針が反動的で不愉快であると看做された。彼はアカデミーを去り、巨匠の名作と向かい合い始めることとなる。
ネルドルムは、カラヴァッジオやレンブラントへ特別に共感を覚え始める。劇的な気質が反映されたカラヴァッジオの作風と、鉱物的で、忍耐を選ぶレンブラント。この対照的な二人の画家は、ネルドルムの絵画世界の中に反映され手本となっている。

### アート界への出現と反抗
1960年代、彼は大衆が引き込まれる有名な絵や古めかしく人目を引く作品についての研究に時間を費やす。1970年代初期、彼の研究は能力と技術が彼の作品を通して自らをものがたり、観衆を驚かせるようになる。近代主義のドグマ に対して反抗する主要な人物の1人として彼は若い画家のグループの中から、アート界に出現することになる。
　

### 変化
1980年代、ネルドルムの作品は現代社会の場面を取り扱う内容の作品から、より独創性に富んだ精神的な作品に変化する。流行に左右されない伝統的な絵画技術で、北欧の乾いた厳しい状景のなかドラマが繰り広げられる。この一風変わった画家についての噂はスカンジナビアからヨーロッパ 、アメリカと日本へ広まる。1980年代から今日にいたるまで、特にアメリカで展示や講義を行っている。

## 影響
オッド・ネルドルム カノン（ISBN 82-05-30600-1）では、彼の古典絵画研究にふれることができる。彼が制作の上で基準(＝カノン)とするものについてノルウェー語で書かれている。

## キッチュとして
1998年にアストラップ・フィアンリー近代美術館で回顧展示が行われた際の講義で、現代美術の文脈において、自身の作品をキッチュとし、キッチュ画家と表明している。 初めネルドルの宣言は冗談であると考えられたが、後に公表される記事と本の出版により、現代の文化や美術のありかたへの批判をほのめかすものとなる。

## 教育活動
1970年頃より、世界中から知識と熱意をもった生徒を受け入れている。教育は、生徒が通常経験するものとは違っていて、彼の絵に関係することによる責任と実用性の中でおこなわれる。また、ルネサンスやバロック期の本をテキストに知的財産の継承がなされている。— “Kitsch more than Art”より

## ノルウェーでの脱税容疑
2011年8月18日、ネルドルムはノルウェー地方裁判所にて脱税容疑で有罪判決を受け、懲役2年の刑を言い渡された。この判決は、オーストリアの金庫にお金を大量に保持していたことに重い犯罪性を置く。お金を金庫に入れていた理由についてネルドルムは次のように主張している。「1980年代に制作した作品で樹脂の画溶液を使い描かれたものは熱により融解し始めるという クレームをうけ、1989〜2002年の間に破損した約36の絵画を新しく描きなおし、交換することをしていた。多くのコレクターは絵の交換のみでなく、お金で補償することも望みました。つまり、将来のクレームに対する 安全対策として基金を設立しお金を残すことにしました。」
この判決が下ると、彼は懲役中の2年間、画家として絵を描くことができなくなるだろうと懸念されている。ノルウェーの法務省の規則は、刑務所にいる間囚人が自分の事業活動を継続することはできない。趣味として他の受刑者が絵描く事は許されるが、彼の職業は画家なので、刑務所でペイントすることは許されない。現在、ネルドルムはこの判決を不服とし裁判中である。

## 所蔵
- ハーシュホーン美術館と彫刻の庭　ワシントンD.C.
- メトロポリタン美術館　ニューヨーク
- ニューオーリンズ美術館（NOMA）
- サンディエゴ現代美術館（MCASD）
- ウォーカーアートセンター
- ノルウェー国立美術館　オスロ
- フォーラムギャラリー　ニューヨーク

## 出版
- Odd Nerdrum: Themes 2007年 ISBN 978-8275472265
- Odd Nerdrum: Paintings 1995年 ISBN 978-8203260636
- Odd Nerdrum: Storyteller And Self Revealer 1999年 ISBN 978-8203222726
- Odd Nerdrum: Paintings, Sketches and Drawings 2002年 ISBN 978-8248901211
- On Kitsch 2001年 ISBN 978-8248901235
- Odd Nerdrum, The Drawings ISBN 978-0894940477
- Odd Nerdrum: Postcard Book 2000年 ISBN 978-0967582603
- Odd Nerdrum Paintings ISBN 978-0967582689
- Odd Nerdrum: How We Cheat Each Other 2009年 ISBN 978-8299797801
- Odd Nerdrum: Kitsch, More than Art 2011年 ISBN 978-8251636384